# 新加坡兒童博物館
新加坡兒童博物館（英語：Children's Museum Singapore）前身為新加坡集邮馆（英語：Singapore Philatelic Museum），是一间以兒童為主題的博物館，而其前身是已关闭的介绍新加坡邮政史及其邮票的博物馆。

## 历史
这间位于新加坡哥里门街23-B号的博物馆原为英华自主中学的一部分，建于1906年。博物馆目前因装修而暂时关闭。
新加坡集邮馆于1995年8月19日开幕，旨在促进人们对新加坡邮政史和遗产的兴趣。除了常设展览，主题展览全年提供一系列不断更换的展示品。其中包括著名集邮家的私人收藏展览、海外巡回展览和纪念新邮票发行的主题展览。博物馆内设有邮票店，深受集邮爱好者的喜爱。
游客可以在档案中查看新加坡成立至今发行的所有邮票。展出内容的还包括德国伪造的二战期间印制的英国邮票，该邮票故意印刷错误，以嘲笑英国国王乔治六世。
2020年3月6日，集邮馆宣布将于2021年重新开放时转型为一间儿童博物馆。2021年12月7日，集邮馆宣布由于新冠大流行造成的延误，儿童博物馆的开放被推迟到2022年12月。2022年12月10日，儿童博物馆正式开放。

## 外部連結
- 新加坡集邮馆官网 （页面存档备份，存于）
- 新加坡集邮馆虚拟导览